# Supercoupe de Belgique de football 1997
La Supercoupe de Belgique 1997 est un match de football qui a été joué le 6 août 1997, entre le vainqueur du championnat de division 1 belge 1996-1997, le Lierse et le vainqueur de la coupe de Belgique 1996-1997, le Germinal Ekeren. Le Lierse remporte le match 1-0, signant ainsi sa première victoire en Supercoupe.

## Feuille de match
| Titulaires : |  |
| |  |
| GK Philippe Vande Walle · RB David Brocken · CB Yves Serneels · CB Claus Eftevaag · CB Pascal Bovri · LB Nico Van Kerckhoven · CM Tomasz Zdebel 89e · CM Frank Leen · RW Robby Van de Weyer 46e · CF Ralph Hasenhüttl 78e · LW Pieter Huistra 73e · |  |
| Remplaçants : |  |
| RF Frederic Wilkin 46e · RB Carl Hoefkens 89e · CB Daniel Scavone 78e · |  |
| Entraîneur : |  |
| Jos Daerden |  |

| Titulaires : |  |
| |  |
| GK Jan Moons · RB Marc Schaessens · CB Mike Verstraeten · CB Alex Camerman · LB Nick Descamps 59e · DM Emmanuel Karagiannis 85e · RM Laurent Dauwe 81e · LM Ronny Van Geneugden · OM Gunther Hofmans 75e · RF Tomasz Radzinski · LF Edwin van Ankeren 85e · |  |
| Remplaçants : |  |
| CB Rudy Moury 59e · CM Tom Vandervee 85e · CM Cvijan Milošević 75e · RM Fiorenzo Serchia 81e · CF Alexandre Czerniatynski 85e · |  |
| Entraîneur : |  |
| Herman Helleputte |  |

| Titulaires : |  |
| |  |
| GK Philippe Vande Walle · RB David Brocken · CB Yves Serneels · CB Claus Eftevaag · CB Pascal Bovri · LB Nico Van Kerckhoven · CM Tomasz Zdebel 89e · CM Frank Leen · RW Robby Van de Weyer 46e · CF Ralph Hasenhüttl 78e · LW Pieter Huistra 73e · |  |
| Remplaçants : |  |
| RF Frederic Wilkin 46e · RB Carl Hoefkens 89e · CB Daniel Scavone 78e · |  |
| Entraîneur : |  |
| Jos Daerden |  |

| Titulaires : |  |
| |  |
| GK Jan Moons · RB Marc Schaessens · CB Mike Verstraeten · CB Alex Camerman · LB Nick Descamps 59e · DM Emmanuel Karagiannis 85e · RM Laurent Dauwe 81e · LM Ronny Van Geneugden · OM Gunther Hofmans 75e · RF Tomasz Radzinski · LF Edwin van Ankeren 85e · |  |
| Remplaçants : |  |
| CB Rudy Moury 59e · CM Tom Vandervee 85e · CM Cvijan Milošević 75e · RM Fiorenzo Serchia 81e · CF Alexandre Czerniatynski 85e · |  |
| Entraîneur : |  |
| Herman Helleputte |  |